# Iso Syrjäjärvi
Iso Syrjäjärvi eller Syrjäjärvet är sjöar i Finland. De ligger i kommunen Kuusamo i landskapet Norra Österbotten, i den nordöstra delen av landet, 700 km norr om huvudstaden Helsingfors. Iso Syrjäjärvi ligger 250,1 meter över havet. Arean är 51,5 hektar och strandlinjen är 6,56 kilometer lång. Sjön  ingår i Kems huvudavrinningsområde. 